# Zara Muhammadi
Zara Mohammadi (nascida por volta do ano de 1990, na cidade de Dehgolan) é uma professora do idioma curdo na província do Curdistão, no Irã, que é politicamente retaliada. Ela é diretora da Associação Cultural Nojin, organização que ensina e promove a língua e a identidade curda no Irã, onde é permitida como "língua tribal e regional" pela lei, mas sem aplicação real nas salas de aula.
Em maio de 2019, foi presa pelos serviço secreto do Irã, acusada de trabalhar para a oposição curda e de atacar a segurança nacional. Liberada meses mais tarde, no verão de 2020 foi condenada a 10 anos de prisão por ser a "criadora de um grupo contra a Segurança do Estado". Em Janeiro de 2022, esta sentença foi ratificada para 5 anos de privação de liberdade, após denúncia de várias organizações dos direitos humanos como a Anistia Internacional, a Front Line Defenders e a Organização de Nações e Povos Não Representados.
Em Dezembro de 2022, foi reconhecida como uma das 100 mulheres mais inspiradoras do mundo pela BBC.

## Biografia
Zara Mohammadi nasceu em 1990 ou 1991, num povoado do Curdistão iraniano, mas depois  residiu no município de Nàiser, no condado de Sanandaj, também no Irã. Graduou-se em Geopolítica na Universidade de Birjand. Em sua trajetória pedagógica e educativa, desde a adolescência e durante mais de 10 anos, Zara ensinou a língua curda na cidade de Sanandaj e aos povos limítrofes.
Em 2013, Zara co-fundou a Associação Social e Cultural de Nojin, dedicada à promoção da língua curda e desta identidade cultural, além do ensino dos valores do ambientalismo. Após as autorizações do Ministério do Interior do Irã, ela foi escolhida para liderar a associação, com várias ramificações em outros lugares do Curdistão iraniano.

### Detenção e repressão judicial
Em 16 de maio de 2019, durante uma cerimônia solene no cemitério da aldeia curda de Koolan (no condado de Marivan), que se destinava a relembrar o assassinato do também jovem ativista Narmin Vatankhah, as forças de segurança iranianas invadiram o evento e prenderam sete dos ativistas civis presentes. Alguns dias depois, em 23 de maio, as forças especiais da região invadiram sua casa e também prenderam Zara Mohammadi.
As autoridades a acusaram inicialmente de ser responsável por ataques contra a segurança nacional do Irã, pelos quais ela foi presa por 6 meses e coagida a fazer confissões forçadas. Ela foi libertada em 2 de dezembro do mesmo ano sob fiança de 700 milhões de tomans - o equivalente a 7.000 milhões de rials iranianos, cerca de 150.000 euros no câmbio de janeiro de 2022.  Então a Anistia Internacional se posicionou contra sua prisão, afirmando que Zara Mohammadi havia sido presa "apenas por causa de sua conexão com o empoderamento da minoria nacional curda". Durante esse tempo, sua família pôde visitá-la, embora ela não tivesse notícias deles na maior parte do tempo.
Entre 16 de fevereiro e 15 de julho de 2020, o Tribunal n. 1 do Tribunal Revolucionário Islâmico de Sanandaj, presidido pelo juiz Saeidi, condenou-a a 10 anos de prisão, acusada de "fundar grupos e sociedades com o objetivo de perturbar a segurança nacional". Esta decisão foi duramente criticada por várias organizações de direitos humanos, que consideram Zara Mohammadi uma vítima da repressão política do Irã, sem qualquer ligação que não seja a Associação Social e Cultural de Nojin e perseguida pelo seu ativismo linguístico e cultural.
Em Outubro de 2020, a pena foi reduzida a 5 anos de prisão pelo Tribunal nº 4 de Apelação de Sanandaj. Apesar de os advogados da professora e ativista terem apelado citando o artigo 477 do Código Penal do Irã Islâmico, em 13 de fevereiro de 2021, ela foi informada de que o mesmo tribunal manteve a sentença. Em 2 de janeiro, após novos recursos à Câmara de Apelação e ao Supremo Tribunal do Irã, o Chefe do Tribunal da Província do Curdistão negou qualquer recurso adicional e ordenou que Zara Mohammadi fosse para a prisão para cumprir a sentença de cinco anos.

## Reconhecimento
Em Dezembro de 2022, foi reconhecida como uma das 100 mulheres mais inspiradoras do mundo pela BBC.